# L'orco (film)
L'orco (O drakos) è un film del 1956 diretto da Nikos Koundouros.